# Generatie Z

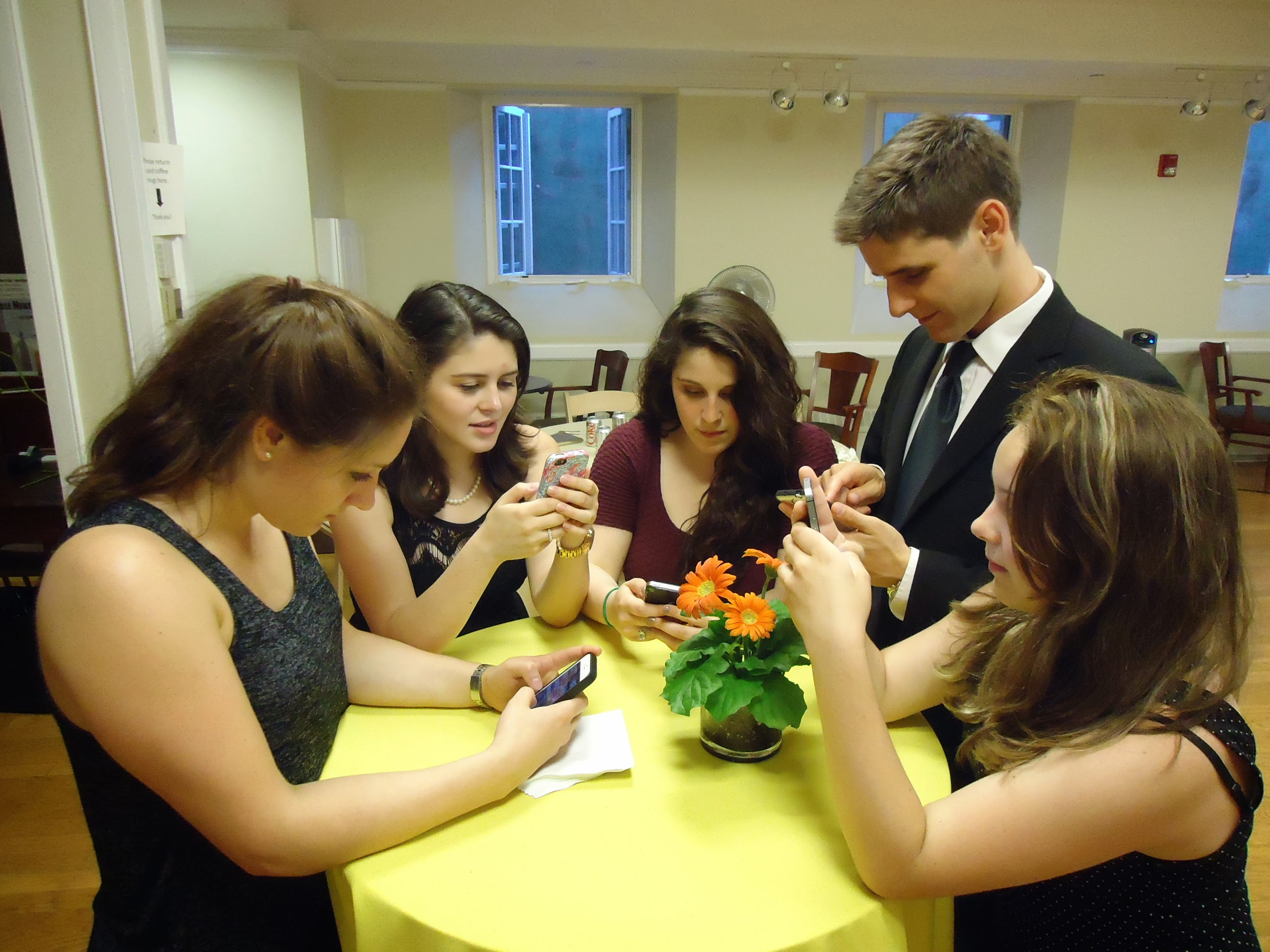
Socialemedia- en smartphonegeneratie

De Generatie Z is een demografische generatie, volgend op Generatie Y (de Millennials). Generatie Z staat ook bekend als 'Gen Z' of 'Zoomers'. Het Amerikaanse Pew Research Center definieert de generatie als de personen die zijn geboren tussen 1997 en 2012. Andere demografen kiezen voor een andere periode die iets vroeger begint en/of eindigt.
Personen van Generatie Z worden ook wel Zoomer genoemd. Zoomer is een porte-manteauwoord van Generatie Z en boomer. Oorspronkelijk werd het gebruikt voor babyboomers die een levendige, actieve leefstijl hadden. Zij waren 'zooming'.

## Profiel van Generatie Z

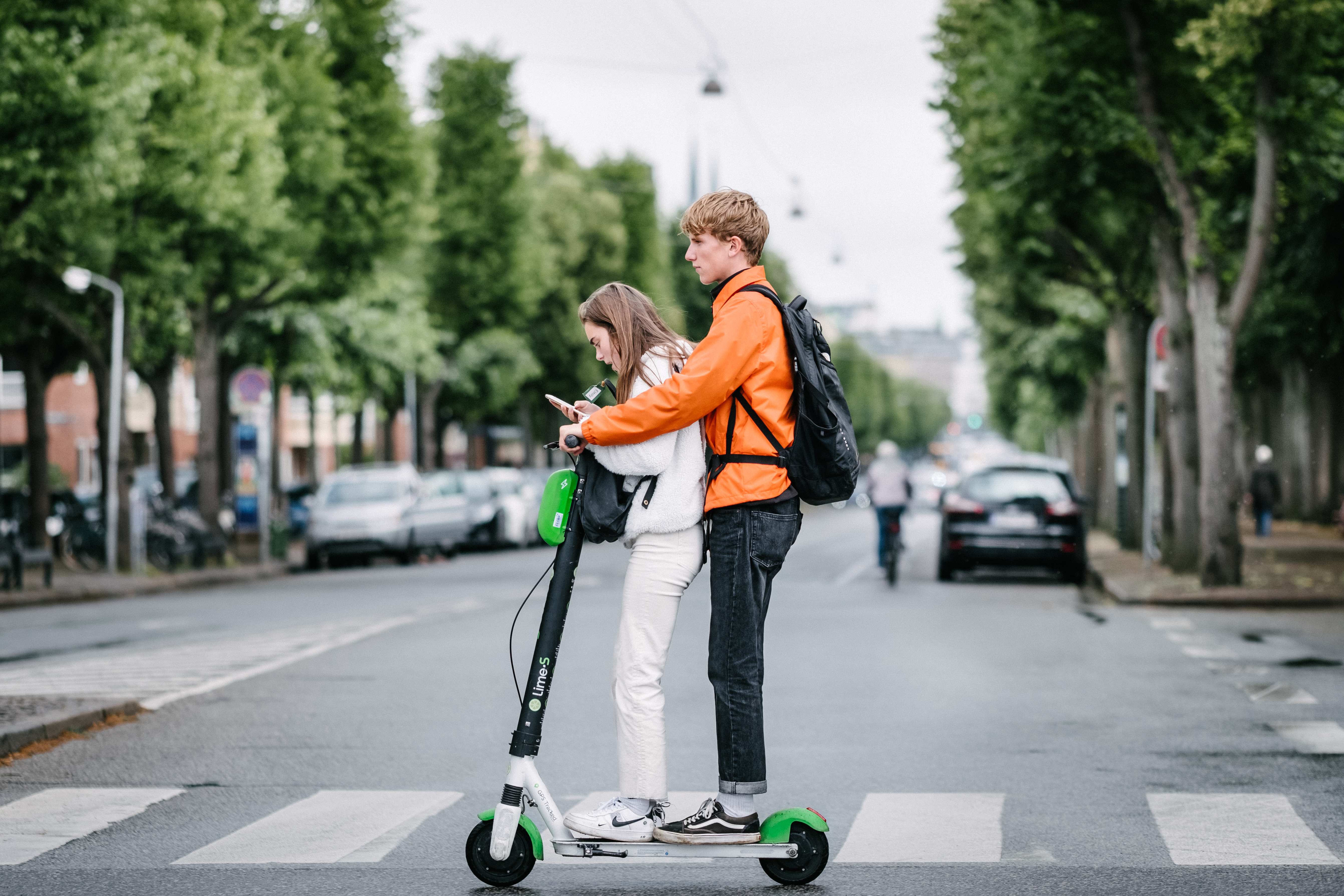
Generatie Z op de elektrische step

Generatie Z gebruikt het internet doorgaans vanaf jonge leeftijd en integreert in hun leven het gebruik van computerprogramma's, apps en sociale media. Deze generatie is volgens Instituut voor de Nederlandse Taal opgegroeid en vertrouwd met de grote hoeveelheden digitale data om ons heen en wordt daarom ook wel de i-generatie of Generatie Einstein genoemd.
Andere benamingen zijn duimgeneratie (voor het bedienen van smartphones en afstandsbedieningen), beeldschermgeneratie, de Z-ombiegeneratie starend naar de mobiele telefoon, onbewust van de echte omgeving, generatie knip-en-plak en pretparkgeneratie (bedacht door hoogleraar orthopedagogiek Aryan van der Leij; alles is leuk en gezellig en de zaken moeten niet al te serieus worden genomen).
Vanaf de jaren 10 is er sprake van Generatie Alfa (geboren 2012-2025).
Verloren Generatie · Groots(t)e Generatie · Stille Generatie · Babyboomgeneratie · Generatie X · Generatie Y· Generatie Z · Generatie Alfa · Generatie Bèta